# Alanpiggen
Der Alanpiggen (norwegisch; englisch Alan Peak) ist ein Berg im ostantarktischen Königin-Maud-Land. Er ragt an der Westseite des Eingangs zum Reecedalen im südlichen Teil der Sverdrupfjella auf.
Eine erste Kartierung erfolgte mittels Luftaufnahmen, die bei der Deutschen Antarktischen Expedition (1938–1939) entstanden. Norwegische Kartografen nahmen eine neuerliche Kartierung anhand von Luftaufnahmen der Norwegisch-Britisch-Schwedischen Antarktisexpedition (NBSAE, 1949–1952) sowie der Dritten Norwegischen Antarktisexpedition (1956–1960) vor und benannten den Berg nach dem britischen Geologen Alan William Reece (1921–1960), Mitarbeiter des Falkland Islands Dependencies Survey und Teilnehmer der NBSAE.